# 琉球大学後援財団
公益財団法人琉球大学後援財団（こうえきざいだんほうじんりゅうきゅうだいがくこうえんざいだん）は、琉球大学を支援することを目的とする公益法人である。学生や研究生に対する奨学金の支給や学術研究助成費の援助などを行っている。かつての琉球大学財団から改組された法人である。

## 事業内容
- 学生や大学院生に対する奨学事業
- 国際交流活動の経費一部負担等の国際交流奨励事業
- 研究活動の経費一部負担等の教育研究奨励事業